# Caio chiapasiana
Caio chiapasiana is een vlinder uit de familie van de nachtpauwogen (Saturniidae).
De wetenschappelijke naam van de soort is voor het eerst geldig gepubliceerd door Herbert Druce in 1886.